# Masmughans du Dumavand
651–760
Entités précédentes :
- Sassanides

Entités suivantes :
- Califat abbasside

Les Masmughans de Damavand (Moyen-perse : Masmughan-i Dumbawand, persan : مس مغان دماوند, Great Magians of Damavand) étaient une dynastie locale, qui a régné dans la région de Damavand et de ses environs à partir de 651 jusqu'à 760 après J-C. Le fondateur de cette dynastie était un Karenid appelé Mardanshah de Damavand (en).